# Loch Ard Gorge

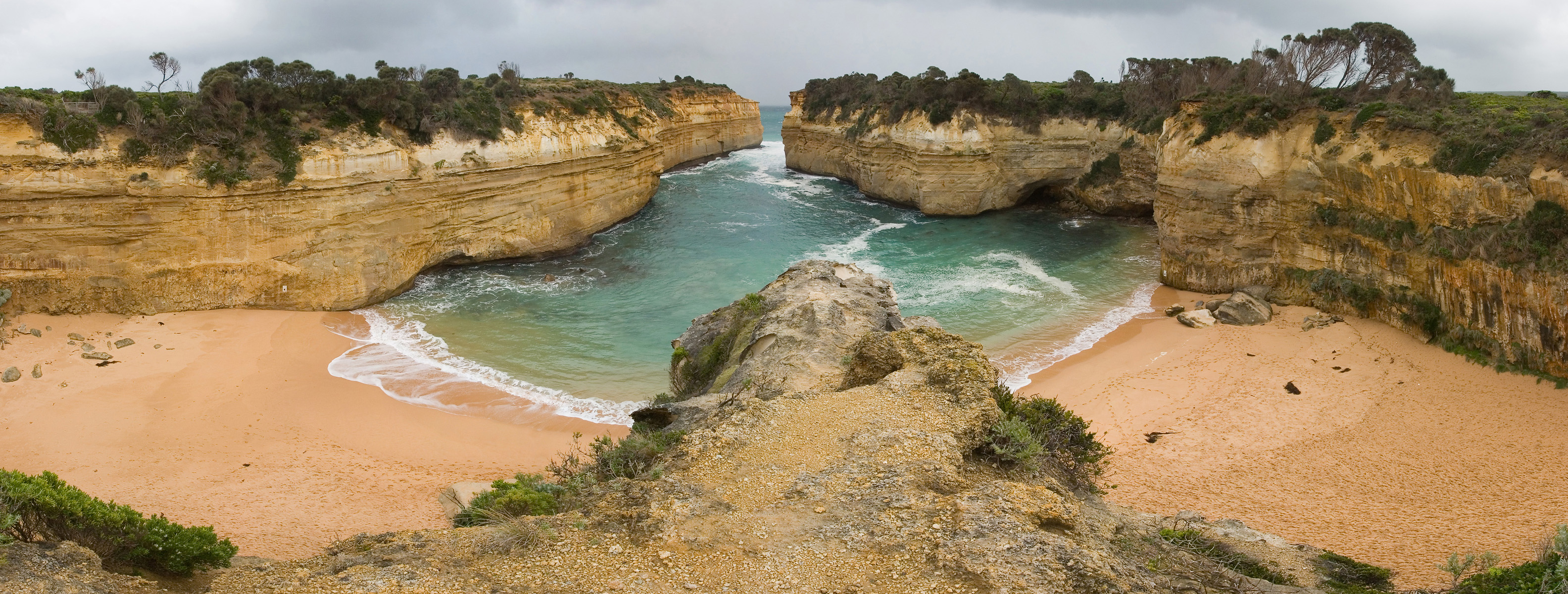
Panorama der Loch Ard Gorge (Juli 2005)

Der Loch Ard Gorge (deutsch: Loch-Ard-Schlucht) ist eine enge Felsenbucht im Port-Campbell-Nationalpark, Victoria in Australien, der eine Klippe, die Island Archway, vorgelagert war. Die Bucht liegt wenige Kilometer westlich der Twelve Apostles an der Great Ocean Road. 
Die Bucht und der Island Archway ist ein Beispiel für Erosionsprozesse der Gesteine. Der etwa 25 Meter hohe steinerne Bogen Island Archway aus Kalkstein wurde durch seinen Einsturz im Juni 2009 bekannt.

## Geschichte
Die Felsenbucht wurde nach dem Klipper Loch Ard benannt, der nahe Muttonbird Island am 1. Juli 1878 vor dem Ende einer dreimonatigen Schiffsfahrt von Großbritannien nach Melbourne im Nebel auf Grund lief und sank. Von 54 Passagieren und der Mannschaft überlebten nur Tom Pearce, ein Schiffsjunge, und Eva Carmichael, eine Irin, die mit ihrer Familie einwandern wollte. Beide waren 18 Jahre alt. Pearce wurde an den Strand gespült und rettete anschließend Eva Carmichael, die fünf Stunden geschwommen war, in die Bucht gespült wurde und dort nach Hilfe rief. Pearce kletterte aus der Bucht, um Hilfe bei den Milchbauern der Glenample Station zu suchen. Pearce wurde später für seine Rettungstat mit einer Medaille der Royal Humane Society of Victoria in Melbourne geehrt und erhielt von der Regierung von Victoria einen Scheck über £1000. Eva blieb noch sechs Wochen lang in Australien, bevor sie auf einem Dampfschiff in ihre Heimat zurückkehrte.
Der natürliche steinerne Bogen, der Island Archway, stürzte im Juni 2009 ein. Nun sind nur noch zwei einzelne Felsenpfeiler zu sehen. Die beiden Pfeiler heißen seit dem Einsturz offiziell Tom and Eva nach den einzigen Überlebenden dieser Schiffskatastrophe.

## Lage und Gebiet
Die Felsenbucht ist über die Great Ocean Road sieben Kilometer nach den Twelve Apostles erreichbar. Über Stufen können Besucher zum Strand gehen, der touristisch nicht erschlossen ist. 
Es gibt einige Hinweistafeln und die Glenample Station, die das Ende des Great Ocean Walk markiert, sowie auch ein Erholungsgebiet. Vor der Küste liegt Muttonbird Island und ein Blowhole. Des Weiteren gibt es in der Nähe das Loch Ard Cemetery, auf dem die Toten der Loch Ard beigesetzt wurden, und die Thunder Cave.
Das Gebiet kommt in zahlreichen Szenen im 1982 gedrehten Film Pirate Movie  (The Pirate Movie) und auch in der TV-Serie Reise zum Mittelpunkt der Erde (1999) mit Treat Williams vor. Der in Australien endemische Vogel Dasyornis broadbenti ist hier häufig zu sehen.

## Fotos

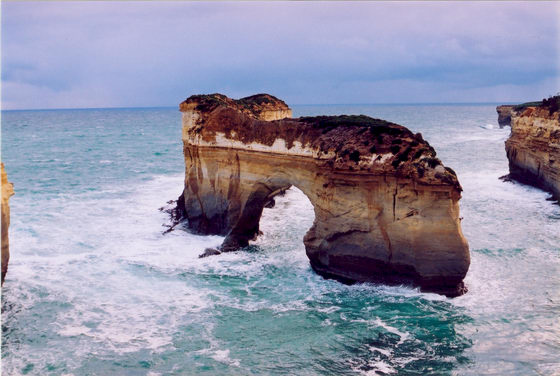
Der Island Archway vor dem Juni 2009
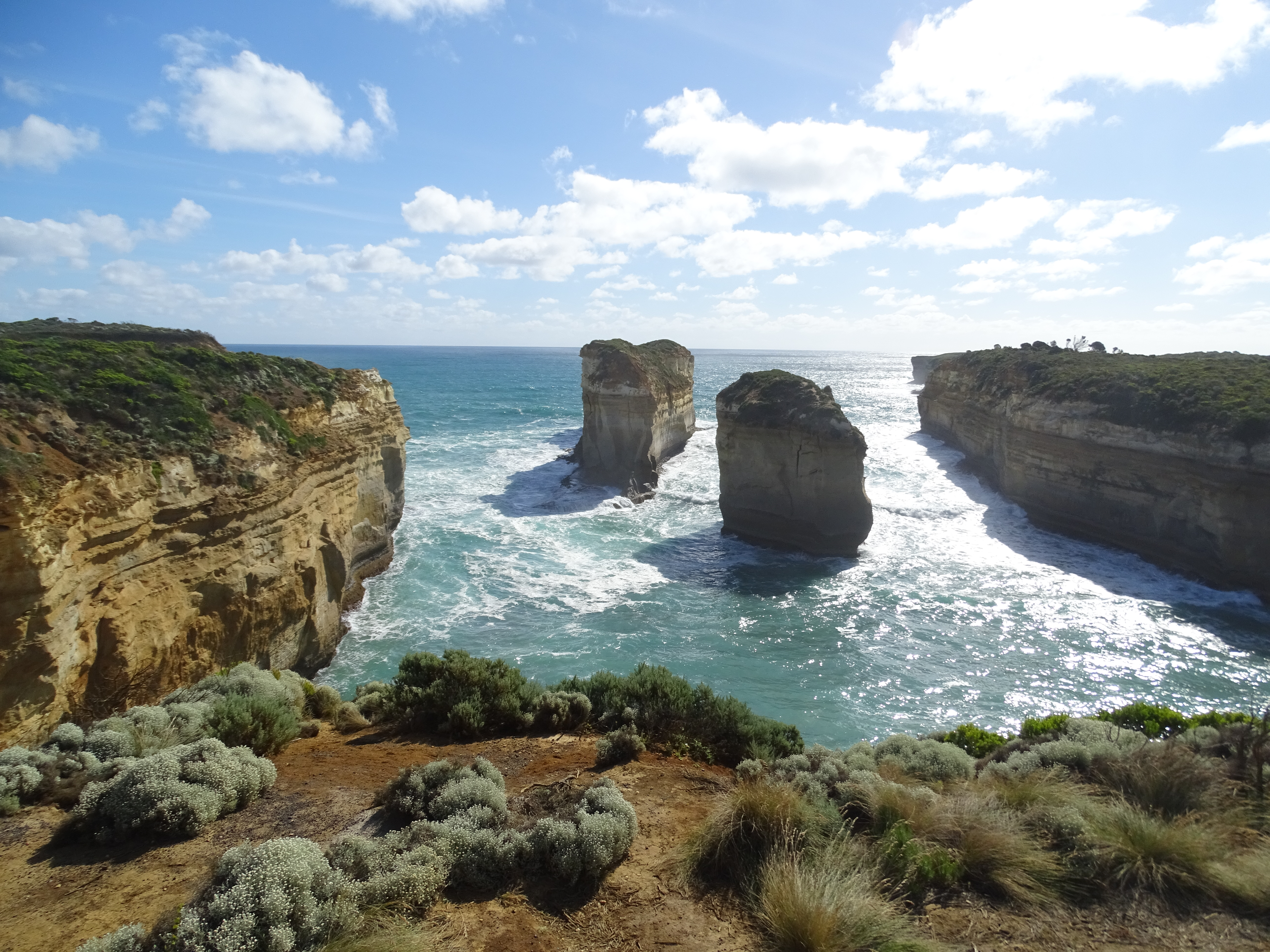
Tom and Eva (nach 2009)
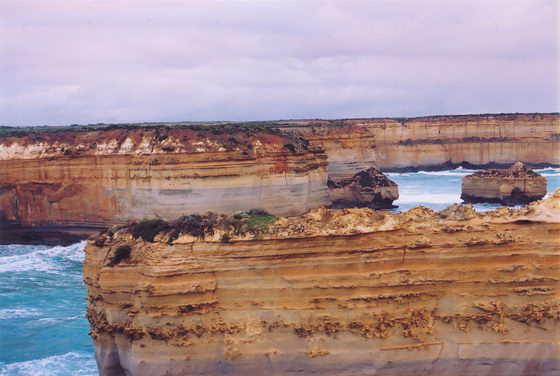
Blowhole Panorama
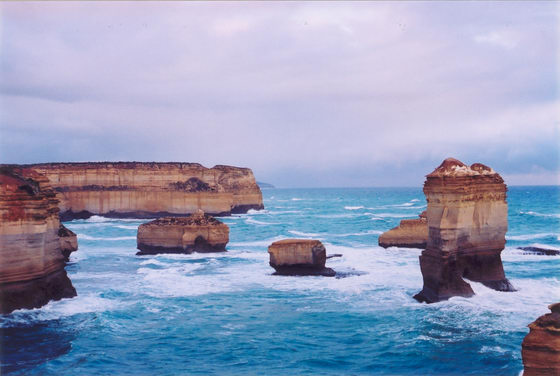
Blowhole Panorama
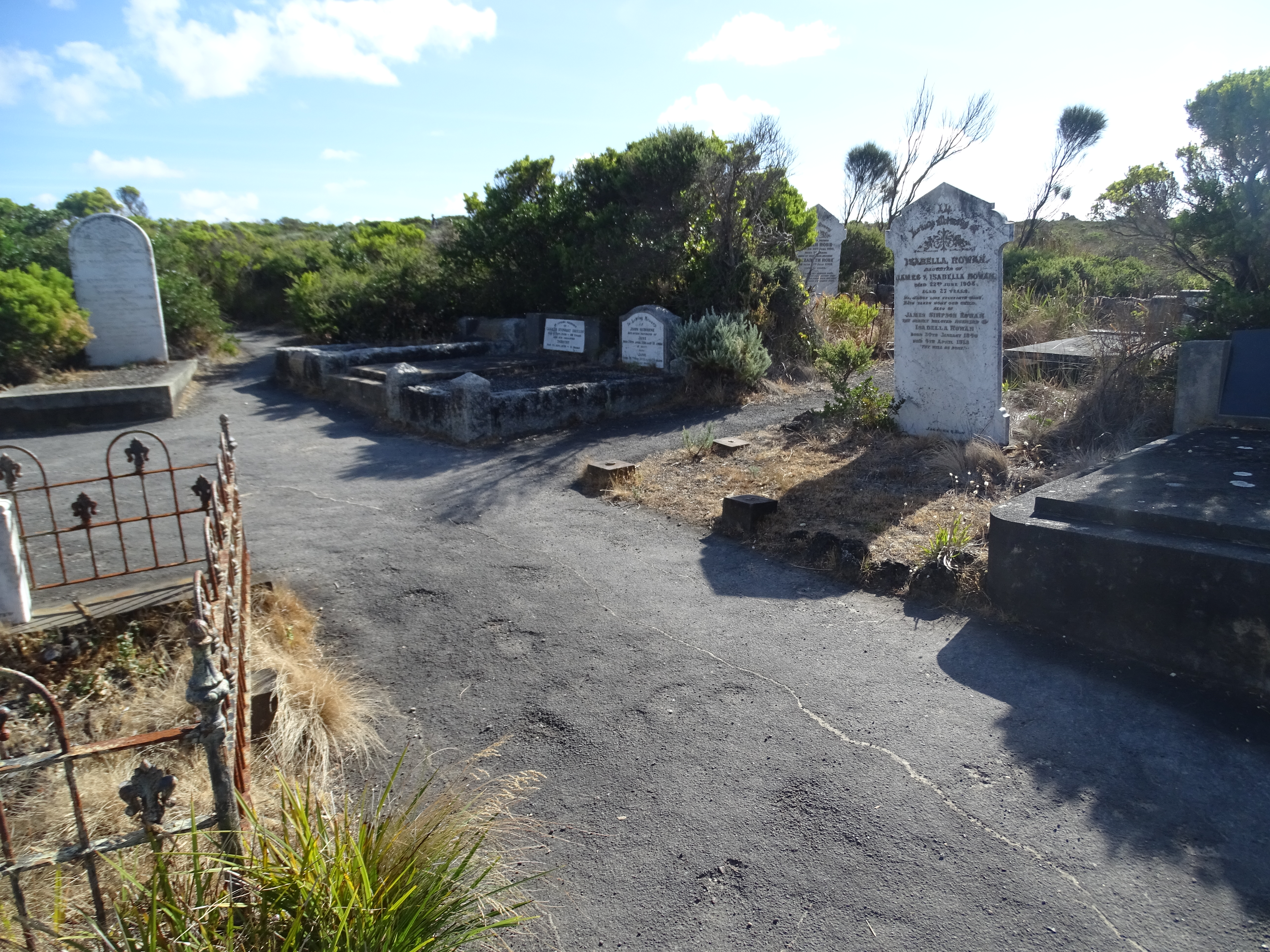
Friedhof für die verunglückten Passagiere